# Welket Bunguê
Welket Bunguê (Guiné-Bissau, 7 de Fevereiro de 1988) é um actor, argumentista e realizador luso-guineense.

## Biografia
Em 2018, interpretou o escravo de Tiradentes no filme brasileiro "Joaquim". Em 2020, protagonizou o filme germano-holandês "Berlin Alexanderplatz".

## Carreira

### Televisão[3]
| Ano  | Título              | Papel              | Notas                         |
| ---- | ------------------- | ------------------ | ----------------------------- |
| 2007 | Caravelas e Naus    | Nativo             |                               |
| 2009 | Equador             | Jesus Saturnino    |                               |
| 2009 | Morangos com Açúcar | Ronaldo Cordeiro   | 6ª Temporada, Férias de Verão |
| 2009 | Makamba Hotel       | Marido             |                               |
| 2009 | Kaminey             | —                  |                               |
| 2010 | Meu Amor            | Jeremias           |                               |
| 2011 | 5 para Meia Noite   | Shaman             |                               |
| 2012 | Doida por Ti        | Chefe da segurança |                               |
| 2013 | Os Filhos do Rock   | Zé da Guiné        |                               |
| 2015 | O Leão da Estrela   | Divanei            |                               |
| 2017 | Novo Mundo          | Robério            |                               |
| 2017 | Brother Country     | Januário           |                               |
| 2023 | Then You Run        | —                  |                               |
| 2023 | Davos 1917          | Zaire Honoré       |                               |

### Cinema[3]
| Ano  | Título                           | Papel                           | Notas |
| ---- | -------------------------------- | ------------------------------- | ----- |
| 2009 | Sobre Vivência                   | Amigo de Miguel                 |       |
| 2009 | Canalhas                         | Filho                           |       |
| 2011 | The Sisyphus’ Dance              | Hermes                          |       |
| 2011 | Mutter                           | Assistente                      |       |
| 2012 | Soulleimane                      | Soulleiname N’djai              |       |
| 2013 | O Sol Nasce Sempre do Mesmo Lado | Rui                             |       |
| 2013 | Tejo Mar                         | John                            |       |
| 2013 | Alma                             | Pai                             |       |
| 2013 | Bicho                            | Mário                           |       |
| 2013 | Quarta Divisão                   | Preso                           |       |
| 2014 | Isa                              | William                         |       |
| 2015 | Sopro, Uivo e Assobio            | Djari                           |       |
| 2015 | Buôn                             | Tambá                           |       |
| 2016 | Bastien                          | Bastien                         |       |
| 2016 | Cartas da Guerra                 | Muzunguidi                      |       |
| 2017 | Yellow Country                   | Kayin                           |       |
| 2017 | A Ilha dos Cães                  | Mpenda                          |       |
| 2017 | Corpo Elétrico                   | Fernando                        |       |
| 2017 | Joaquim                          | John                            |       |
| 2019 | Jah Intervention                 | The Body Of The Black Brazilian |       |
| 2019 | A Matéria Noturna                | [ 1 ]                           |       |
| 2020 | Berlin Alexanderplatz            | Francis                         |       |
| 2021 | The Night’s Substance            | Aíssa                           |       |
| 2022 | Crimes Of The Future             | Cope                            |       |
| 2022 | A Viagem de Pedro                | Contra Almirante Lars           |       |
| 2023 | Aller/Retour                     | Idy                             |       |